# Gilarovella demetrii
Gilarovella demetrii är en kvalsterart som beskrevs av Lange 1974. Gilarovella demetrii ingår i släktet Gilarovella och familjen Ctenacaridae. Inga underarter finns listade i Catalogue of Life.